# Haschtrud (Verwaltungsbezirk)
Haschtrud (persisch شهرستان هشترود) ist ein Schahrestan in der Provinz Ost-Aserbaidschan im Iran. Er enthält die Stadt Haschtrud, welche die Hauptstadt des Verwaltungsbezirks ist. 

## Kreise
Der Verwaltungsbezirk gliedert sich in folgende Kreise:
- Zentral (بخش مرکزی)
- Nazar Kahrisi (بخش نظركهریزی)

## Demografie
Bei der Volkszählung 2016 betrug die Einwohnerzahl des Schahrestan 57.199. Die Alphabetisierung lag bei 74 Prozent der Bevölkerung. Knapp 38 Prozent der Bevölkerung lebten in urbanen Regionen.
| Zensusjahr | Einwohnerzahl |
| ---------- | ------------- |
| 2011       | 60.822        |
| 2016       | 57.199        |